# Naturally (Sharon Jones & The Dap-Kings)
Naturally is het tweede studioalbum van de New Yorkse soulband Sharon Jones & The Dap-Kings. Het werd 25 januari 2005 uitgebracht op Daptone.

## Achtergrond
Het album werd al in 2003 opgenomen en was oorspronkelijk bedoeld als onderdeel van een tweeluik. Tijdens de laatste sessies voor dit album kreeg bassist en bandleider Bosco Mann een auto-ongeluk waarbij hij oogverwondingen opliep; sindsdien draagt hij doorgaans een zonnebril. Ter promotie trad de band in de talkshow van Conan O'Brien op alvorens aan een internationale tournee te beginnen.
In 2025 kwam het album opnieuw uit in een jubileumeditie met de instrumentale versies als extra's.

## Tracklijst
Alle nummers zijn geschreven door Bosco Mann, tenzij anders vermeld.
1. "How Do I Let a Good Man Down?" – 3:02
2. "Natural Born Lover" – 3:04
3. "Stranded in Your Love" – 5:47 (duet met Lee Fields)
4. "My Man Is a Mean Man" – 3:16
5. "You're Gonna Get It" – 4:59
6. "How Long Do I Have to Wait for You?" – 4:03
7. "This Land Is Your Land" (Woody Guthrie) – 4:31
8. "Your Thing Is a Drag" – 3:33
9. "Fish in the Dish" – 3:18
10. "All Over Again" – 4:43

## Bezetting
- Sharon Jones – zang
- El Michels – baritonsax
- Neal Sugarman – tenorsax
- Dave Guy – trompet
- Homer "Funky-Foot" Steiweiss – drums
- Binky Griptite – gitaar, achtergrondzang, ceremoniemeester
- Boogaloo Velez – conga's
- Tommy "TNT" Brenneck – gitaar, piano
- Bosco "Bass" Mann – bas, piano, vibrafoon, tamboerijn, bandleider

Gasten:
- Lee Fields – zang op "Stranded in Your Love"
- Alex Kadvan – cello
- Antoine Silverman – viool
- Entcho Todorov – viool
- Stuart D. Bogie – mondharp op "Fish In My Dish
- Earl Maxton (Vicktor Axelrod) – orgel op "All Over Again"